# Championnats d'Europe de marathon (canoë-kayak)
Les Championnats d'Europe de marathon en canoë-kayak sont un événement international créé en 1995 et organisé par l'Association européenne de canoë.
Les Championnats du Monde ont lieu chaque année dans les années non-Jeux olympiques d'été depuis 1998. De 1988 à 1998, ils avaient lieu tous les deux ans[réf. nécessaire]. 
Les hommes concourent en kayak individudel (K-1) ou à deux (K-2), canoë individuel (C-1) ou à deux (C-2). Les femmes concourent en K-1 et K-2.

## Lieu des éditions
| No. | Année | Lieu                | No. | Année | Lieu            | No. | Année | Lieu     | No. | Année | Lieu    |
| --- | ----- | ------------------- | --- | ----- | --------------- | --- | ----- | -------- | --- | ----- | ------- |
| 1re | 1995  | Murcie              | 2e  | 1997  | Pavie           | 3e  | 1999  | Gorzów   | 4e  | 2001  | Győr    |
| 5e  | 2003  | Gdańsk              | 6e  | 2005  | Týn nad Vltavou | 7e  | 2007  | Trenčín  | 8e  | 2009  | Ostróda |
| 9e  | 2011  | Saint-Jean-de-Losne | 10e | 2013  | Vila Verde      | 11e | 2014  | Piešťany | 12e | 2015  | Bohinj  |
| 13e | 2016  | Pontevedra          | 14e | 2017  | Ponte de Lima   | 15e | 2018  | Metković | 16e | 2019  | Decize  |
| 17e | 2021  | Moscou              |     |       |                 |     |       |          |     |       |         |

## Tableau des médailles
Mise à jour après l'édition 2017
| Rang  | Nation             | Or | Argent | Bronze | Total |
| ----- | ------------------ | -- | ------ | ------ | ----- |
| 1     | Hongrie            | 37 | 30     | 24     | 91    |
| 2     | Espagne            | 20 | 24     | 16     | 60    |
| 3     | Portugal           | 8  | 4      | 5      | 17    |
| 4     | Royaume-Uni        | 5  | 5      | 4      | 14    |
| 5     | France             | 3  | 4      | 4      | 11    |
| 6     | Slovaquie          | 3  | 1      | 2      | 6     |
| 7     | Pays-Bas           | 2  | 3      | 4      | 9     |
| 8     | Italie             | 2  | 2      | 2      | 6     |
| 9     | République tchèque | 1  | 4      | 6      | 11    |
| 10    | Allemagne          | 1  | 3      | 3      | 7     |
| 11    | Danemark           | 1  | 2      | 3      | 6     |
| 12    | Ukraine            | 1  | 1      | 1      | 3     |
| 13    | Suède              | 1  | 0      | 1      | 2     |
| 14    | Pologne            | 0  | 2      | 7      | 9     |
| 15    | Norvège            | 0  | 0      | 2      | 2     |
| 16    | Croatie            | 0  | 0      | 1      | 1     |
| Total | Total              | 85 | 85     | 85     | 255   |